# SOS Stanlio & Ollio
SOS Stanlio & Ollio detto anche S.O.S. Stanlio & Ollio (The Further Perils of Laurel and Hardy) è un'antologia statunitense del 1967 diretta dal Robert Youngson con protagonisti Stanlio e Ollio. La direzione del doppiaggio italiano è stata affidata a Pino Locchi, noto doppiatore di Ollio.

## Trama: comiche di Stanlio e Ollio
La pellicola propone varie comiche girate da Stan Laurel e Oliver Hardy assieme ad altri attori nel periodo di massimo successo. Il materiale è montato in ordine cronologico e una voce fuoricampo (quella di Youngson) racconta come i due comici si siano conosciuti e abbiano formato il duo che oggi tutti conosciamo dal lontano 1918 al 1929.
All'inizio della carriera Stan è senza Oliver (siamo nel 1918) e si ritrova ad interpretare buffi ruoli di manichino e di fantoccio malmenato e non sopportato dai suoi interlocutori. Un chiaro esempio è una comica in cui Laurel, vagabondo come sempre, trova un portafogli e si reca alla mensa per mangiare un boccone. Non avesse mai raccolto quel portafogli perché Stan, sebbene abbia mangiato e pure conosciuto una bella fanciulla, all'uscita della mensa troverà il legittimo proprietario dell'oggetto perduto: un poliziotto!
Quando Laurel si unisce nella carriera cinematografica con l'amico Hardy, inizia il periodo più prolifico dei due con i loro assurdi personaggi di Stanlio e Ollio. Nelle comiche montate nel film i due all'inizio sono rispettivamente Ollio maggiordomo di un pasticcione nobiluomo e Stanlio l'avvocato di quest'ultimo. Nella storia il ricco Finlayson senza saperlo perché in stato di ebbrezza si è sposato con una poveraccia e il fratello di lei, uomo rozzo e burbero, ora vorrebbe la sua parte di eredità, giacché la sorella aveva inoltre una figlia. Il nobiluomo è veramente nei guai e il goffo maggiordomo Ollio non può fare nient'altro che convocare in casa l'avvocato Laurel affinché risolva la causa, ma questi si dimostra assai meno perspicace di quanto possa apparire. Dato che la famiglia di ricattatori si è momentaneamente assentata, Stanlio approfitta per mettersi i groppa al signor Finlayson e farsi coprire da un lungo mantello gentilmente offerto da Ollio per apparire in pubblico come una donna di smisurata altezza per salvare così la pelle al suo cliente. Tuttavia appena Ollio, il quale finge che Stan sia sua moglie, esce di casa attira subito l'attenzione dei passanti e di seguito quella del burbero fratello della sposa che li insegue in una sala da ballo. Qui l'uomo ha chiara conferma dei suoi sospetti e si mette a rincorrere Finlayson e Stanlio che se la danno a gambe levate rimanendo sempre l'uno sopra l'altro. Stanlio e Ollio divenendo ora detectives di professione, sebbene alquanto pasticcioni e sciocchi, vengono incaricati dal Giudice Foozle di recarsi nella sua magione per proteggerlo da un noto bandito soprannominato "Tagliagola" il quale aveva giurato di ucciderlo. Stan e Oliver all'inizio temporeggeranno loro malgrado in un cimitero dato che ad entrambi è volato via la bombetta tra le tombe e quindi i due non riescono subitamente a riprenderle per via dello spavento, poi fuggono all'impazzata per la città spaventati dall'ombra di una capra che ricorda molto il demone Belzebù. Arrivati finalmente in casa del giudice, i due cercando di apparire coraggiosi e ben addestrati al pericolo esibendosi prima in una prova di mira simile a quella di Guglielmo Tell, poi accompagnando per la casa il bandito da ricercare, scambiandolo per il maggiordomo. Finiti in carcere per la loro cattiva condotta, Stanlio e Ollio progettando la fuga ma non è così facile visto che, scavando un tunnel, si ritrovano nell'ufficio del direttore. Durante un secondo tentativo però i due riescono finalmente a fuggire travestendosi da imbianchini e fingendo di pittare qualsiasi oggetto, attirando sempre le attenzioni dei poliziotti. Proprio i giorno in cui i due compari sono fuggiti nella loro prigione due commissari esterni dovevano entrarci per visitarla, ed ora Stanlio e Ollio senza saperlo aggrediscono i due ispettori e li derubano dei vestiti per poi infilarsi in una casa. Travestiti come sono da ricchi nessuno li riconosce, nemmeno il direttore della loro prigione, proprietario dell'abitazione dentro cui si stava svolgendo un pranzo tra nobili prima della vista al carcere. Stanlio e Ollio si ritrovano infine, sebbene i loro sforzi, nella tana del leone e dovranno fare di tutto per non farsi riconoscere, ma senza successo. Questa volta riportati indietro nella preistoria, Stanlio e Ollio vengono costretti a rispettare un severo proclama scolpito sulla roccia del sovrano locale Ferdinando: tutti i cavernicoli scapoli dovranno prender moglie se non vorranno subire la pena di mille randellate sulla testa. Stanlio e Ollio così si danno da fare per andare a caccia di donne fresche ma entreranno presto in colluttazione per la figlia dello sciamano rimbecillito Sassofonus. Stanlio allora fa ricorso alla sua astuzia per ingannare lo sciocco e corpulento Ollio ma alla fine vincerà solo grazie all'aiuto di un caprone nervoso. Ritornati al presente e più poveri che mai i due amici non riescono a dormire a causa di un dente gonfio di Stanlio. A causa di quel malessere, Ollio che aveva cercato in tutti i modi di levarglielo, passerà la notte in bianco. Il giorno dopo i due si recando dal dentista che al posto di Stanlio, infierisce sulla bocca dell'amico Ollio facendolo andare su tutte le furie. Questi afferra la bombola del gas esilarante per far addormentare Stanlio ma per sbaglio la lascia aperta, infestando tutta la sala. Riusciti, Stanlio e Ollio sono colti da forti risa che non riescono ad estinguere e che impediscono loro di guidare come si deve la macchina. Infatti i due prima si scontreranno con un taxi, poi bloccheranno il traffico sbeffeggiando inoltre un poliziotto che sarà costretto a mandarli in prigione. Entrando a far parte di una piccola orchestra, Stanlio e Ollio si mettono a suonare l'uno un clarinetto e l'altro un corno francese. Purtroppo il concerto annunciato si rivelerà un fisco perché Ollio, perduto a causa di Stanlio lo spartito che è finito sotto il piede del direttore, farà cadere quest'ultimo che si aggrappa allo spartito di un suonatore facendolo cadere in modo da provocare un effetto domino che non coinvolge però Stan e Oliver. Tuttavia questi vengono espulsi dall'accademia e di seguito dalla padrona del loro ostello, visto che non avevano guadagnato un centesimo bucato, e si ritrovano coi loro strumenti a suonare per strada. Stanlio e Ollio provano ad attirare qualche cliente ma, non andando entrambi a tempo, provocando solo stonature assordanti e di seguito Stanlio e poi Ollio cadono addirittura in un tombino durante un loro spostamento. Perdendo infine la pazienza, i due cominciano a percuotersi ed a farsi degli sgarbi prima distruggendo gli strumenti e poi picchiandosi e a stracciarsi i vestiti coinvolgendo naturalmente tutto il vicinato e la polizia. Dopo tante disavventure Ollio decide finalmente di sposarsi ma ciò non lo separerà dall'amico Stanlio il quale si presenta in casa sua per proporgli una partita a golf. Sebbene sconsigliato dalla moglie, Ollio parte con Stan e giunge nel campo dove incontra due belle ragazze che si uniscono a loro per giocare. Tuttavia Stanlio e Ollio non sanno proprio niente del golf e ne combineranno di tutti i colori, prima facendo perdere a un giocatore il suo parrucchino e poi facendo montare su tutte le furie un gigante che si accanisce contro Stanlio. Come se non bastasse anche le ragazze si mettono a bisticciare con gli altri clienti del campo, facendo scatenare una rissa che distrugge il campo da golf rendendolo più simile ad un pantano. Non avendo più il becco di un quattrino, Stanlio e Ollio sono sul punto di morire di fame, quando finalmente la fortuna arride loro sotto forma di un biglietto dello zio si Hardy che contiene la somma di migliaia di dollari: sono finalmente ricchi! Comprata una grande casa, Ollio incomincia a divertirsi durante le serate andando in night club, mentre Stanlio gli fa da cameriere e maggiordomo pulendo e cucinando. Una notte Ollio rincasa particolarmente alticcio e non vuole collaborare ai consigli dell'amico riguardo al mettersi a letto. Ollio si comporta veramente come un bambino dispettoso e così Stanlio perde la pazienza divenendo una vera belva e inseguendo Ollio per tutta la casa. Sperperando tutti i loro averi, Stanlio e Ollio si recando in casa di uno strambo professore il quale sta cercando un cadavere per il suo esperimento. Il servo, assai preoccupato per lui, ha già chiamato un ispettore. Quando Stan e Ollie giungono in casa, il professore ordina loro di andare al cimitero e di recuperare un corpo per la sua ricerca con la promessa di pagarli profumatamente. I due, sebbene molto intimoriti, si avviano di notte verso il Campo Santo, mentre l'ispettore convocato li insegue. Innanzitutto i due cominciano a trovare serie difficoltà nello scavalcare il muro ma alla fine ci riusciranno grazie a Ollio che lo sfonda suo malgrado, poi iniziano ad avere paura e allucinazioni a causa degli scherzi dell'ispettore il quale le tenta tutte per far desistere Stanlio e Ollio dal loro compito. Tuttavia a causa di un malinteso, l'ispettore finisce nella fossa scavata dai due, perdipiù avvolto in un sudario e quindi scambiato per il cadavere da Ollio che lo recupera e si avvia con l'amico verso la casa del professore. A Stanlio viene affidato il compito di reggere il sacco, ma presto questi si accorge che è animato e presto viene colto dal terrore assieme a Ollio. Risposandosi, Oliver anche in questa avventura non ha requie sempre per colpa di Stanlio che da mesi si è installato nella sua casa mangiando e bevendo a sbafo, visto che era povero. Ollio non se la sente di cacciarlo via, ma la moglie esasperata chiede il divorzio e abbandona l'abitazione. Come se non bastasse Oliver sa che presto in casa sarebbe giunto lo zio Bernal per vedere se il nipote si era felicemente sistemato, se ciò fosse stato vero per lui, avrebbe donato a Ollio una notevole somma di denaro come eredità. Ma ora Hardy è solo e l'unica persona che convive con lui è Stanlio. Con un brillante lampo di genio, Oliver costringe l'amico a travestirsi da donna e a spacciarsi per sua moglie per tutto il tempo in cui sarebbero stati assieme allo zio. Tuttavia, entrato in casa Bernal, Stanlio come moglie lascia molto a desiderare, specialmente per il suo problema coi tacchi e con il seno (camuffato con due pesetti). Ma Bernal non ci fa molto caso all'inizio e propone di andare tutti insieme in un locale a pranzare. Entrati, Stanlio e Ollio non sanno che un cameriere aveva appena rubato un ciondolo e che quindi regna il pandemonio, anche perché un cliente sbronzo ha subito adocchiato Laurel. Tra mille peripezie, il ladro infila il ciondolo nel vestito di Stanlio proprio dietro la schiena e quindi la vittima sente subito un gran fastidio alla schiena. Il pasticcione Ollio tenta di sfilarglielo ma agli occhi di tutti e specialmente di zio Bernal appare come un molestatore che cerca di violentare sua moglie. Quando troppo è troppo, zio Bernal dichiara aspramente a Ollio di non aver mai visto in vita sua un comportamento tanto indecente con la propria moglie e di voler dare i suoi soldi ad un istituto per veterinari. E così tornando poveri, Stanlio e Ollio sono costretti a cercare un alloggio, seguiti inoltre da una capra golosa. I due cercano di far allontanare l'animale e pensano pure di averlo seminato quando si rifugiano nell'albergo ma invano. Portata la capra dentro la stanza, questa incomincia a belare e a strappare la carta da parati, facendo montare su tutte le furie il severo proprietario. L'animale verrà definitivamente scoperto dall'uomo, il quale aveva già chiamato la polizia, proprio mentre Stanlio e Ollio stavano cercando di fare il bagno alla capra visto che puzzava orribilmente. Stan già aveva creato pasticci imbrattando di sudiciume Ollio il quale infuriato aveva preso il catino e rovesciato alla cieca, l'acqua finisce addosso al padrone! Questi riempie nuovamente il catino e lo versa su Ollio che riempiendolo ancora lo versa su Stanlio, fino a quando il getto non colpisce anche la guardia giunta sul posto. Il proprietario così viene arrestato e la capra ricondotta al suo padrone, non prima di aver partorito tante caprette.

## Alcune comiche situate nel film
Nota: i cortometraggi sono disposti in ordine cronologico, non in quello in cui sono montati nell'antologia.
- Just Rambling Along (1918) - solo Stan Laurel
- The Way of All Pants (1924)
- Come mi pento (Sugar Daddies) (1927)
- I detective pensano? (Do Detectives Think?) (1927)
- I due galeotti (The Second Hundred Years) (1927)
- Elefanti che volano (The Flying Elephants) (1928)
- Lasciali ridendo (Leave 'Em Laughing) (1928)
- Musica classica (You're Darn Tootin') (1928)
- Gli uomini sposati devono andare a casa? (Should Married Men Go Home?) (1928)
- Le ore piccole (Early To Bed) (1928)
- Habeas corpus - Paura al cimitero (Habeas corpus) (1928)
- Ecco mia moglie (That's My Wife) (1929)
- The Unkissed Man (1929)
- La capra Penelope (Angora Love) (1929)